# Vărbitsa (distrikt i Chaskovo)
Vărbitsa (bulgariska: Върбица) är ett distrikt i Bulgarien.   Det ligger i kommunen Obsjtina Dimitrovgrad och regionen Chaskovo, i den centrala delen av landet, 180 km öster om huvudstaden Sofia.